# Rumble Fish
Rumble Fish ist ein US-amerikanischer Film des Filmregisseurs Francis Ford Coppola aus dem Jahr 1983 basierend auf einem erfolgreichen Roman der US-amerikanischen Schriftstellerin S. E. Hinton.
Der Film begleitet eine kurze Zeitspanne im Leben des jugendlichen Rowdys Rusty James in den Suburbs der US-amerikanischen Stadt Tulsa in den 1970er/80er Jahren. Er erzählt von dessen Beziehung zu seinem bewunderten großen Bruder, dem „Motorrad-Typen“, und von dem Opfer, das dieser bringt, um seinen jüngeren Bruder zu retten.
Der Film ist zu großen Teilen in Schwarz-Weiß gedreht, und die Besetzungsliste ist bis in die Nebenrollen mit Schauspielern besetzt, die sich in diesem Film zu Beginn ihrer Karriere zeigen.

## Handlung
Rumble Fish erzählt die Geschichte zweier Brüder aus einem ärmeren Stadtteil der Industriestadt Tulsa. Der jüngere von beiden, der 17-jährige Rusty James, ist Anführer einer kleinen Gang. Er bewundert seinen vier Jahre älteren Bruder, den charismatischen und klugen, aber depressiven „Motorrad-Typen“ (im Original „The Motorcycle Boy“). Dieser ist allerdings vor einigen Monaten in Richtung Kalifornien abgehauen. Bereits seit vielen Jahren verschwunden ist die Mutter der beiden Brüder, während sich der alkoholsüchtige Vater nicht ausreichend um sie kümmern kann.
Eines Tages wird Rusty James bei einem Billardspiel eine Herausforderung von Biff Wilcox, dem Anführer einer verfeindeten Gang, überbracht. Obwohl sein schüchterner Schulfreund Steve ihn darauf hinweist, dass der Motorrad-Typ solche Kämpfe einst verboten und einen Waffenstillstand zwischen allen Gangs verkündet hatte, nimmt Rusty James die Herausforderung an – er eifert seinem älteren Bruder und dessen Ruhm als legendärer Bandenanführer nach. Er verbringt den Abend bei seiner Freundin Patty und begibt sich fast zu spät zum vereinbarten Ort, wo seine Freunde bereits auf ihn warten. Inmitten der folgenden Schlägerei zwischen Biff Wilcox und Rusty James taucht auf einmal der Motorrad-Typ auf, was den bis dahin recht erfolgreichen Rusty so ablenkt, dass Biff ihn mit einer Glasscherbe verwunden kann. Der Motorrad-Typ überfährt Biff und bringt den schwer verletzten Bruder nach Hause.
In der folgenden Zeit bringt sich Rusty James durch seine Naivität, Aggressivität, aber auch durch den ständigen Versuch, so wie sein Bruder zu sein, in immer weitere Schwierigkeiten: Er verliert seine Freundin Patty, als er mit einem anderen Mädchen bei einer wilden Party fremdgeht, fliegt von der Schule und legt sich mit dem Polizisten Patterson an, der es schon lange auf den Motorrad-Typen abgesehen hat. Rusty verliert auch seine bis dahin unangefochtene Stellung als Anführer seiner kleinen Gang, denn Patty geht nun mit seinem Gangmitglied Smokey aus. Smokey deutet Rusty an, dass er dessen Affäre, die zu seinem Bruch mit Patty geführt hat, fingiert hatte, und erklärt diesem, dass er nie wie sein Bruder werden könne, da ihm dessen Intelligenz fehle.
Eines Abends machen der Motorrad-Typ, Rusty James und Steve einen Ausflug in die vom Nachtleben aufgeheizte Downtown. Hier begegnen sie auch der hübschen, aber heroinsüchtigen Aushilfslehrerin Cassandra, die schon lange ein Auge auf Steve geworfen hat, aber insbesondere von Rusty verachtet wird. Bei dem Ausflug erfährt Rusty auch, dass sein älterer Bruder die Mutter der beiden in Kalifornien getroffen habe, was Rusty aufgewühlt zurücklässt. Nachdem der Motorrad-Typ plötzlich verschwunden ist, machen sich Rusty James und Steve auf den Heimweg und werden dabei überfallen. Rusty James wird durch einen Schlag auf den Kopf lebensgefährlich verletzt, in seiner Bewusstlosigkeit sieht er seine Freunde und Bekannten bereits um ihn trauern. Sein Bruder taucht jedoch plötzlich wieder auf, besiegt die Angreifer und rettet so Rusty James, der knapp überlebt.
Dem Motorrad-Typen wird immer deutlicher, dass er Rusty James, der ihm selbst so fremd ist, von dem übermächtigen Bild des großen Bruders befreien und aus dem gewalttätigen Umfeld in der Vorstadt herausholen muss. Als Analogie dazu betrachtet er eines Tages einen „Rumble Fish“ in einem Tiergeschäft und fragt sich, ob die getrennt gehaltenen Fische sich in einem Fluss auch gegenseitig umbringen würden. In der folgenden Nacht bricht der Motorrad-Typ auf auffällige Weise in das Geschäft ein und stiehlt die Fische. Sein Bruder versucht ihn vergeblich davon abzuhalten. Nachdem er Rusty James erklärt, dass sie beide als Team nicht funktionieren könnten, nimmt er seinem Bruder das Versprechen ab, die Stadt zu verlassen und nach Kalifornien zu gehen. Dann geht er zum Fluss, um die Fische freizulassen, wobei aber der Polizist Patterson auftaucht und ihn erschießt. Rusty James vollendet die Tat seines Bruders, setzt die Fische im Fluss frei, sich selbst auf ein Motorrad und fährt nach Kalifornien zum Pazifischen Ozean.

## Hintergrund
Noch während der Dreharbeiten an seinem Film Die Outsider begann Coppola den Film Rumble Fish vorzubereiten. Sowohl Die Outsider als auch Rumble Fish basieren auf Büchern der US-amerikanischen Autorin S. E. Hinton, die gemeinsam mit Coppola auch das Drehbuch zu Rumble Fish schrieb. Nur wenige Wochen nach dem Drehschluss von The Outsiders wurde bereits mit den Arbeiten an Rumble Fish begonnen. Coppola vertraute dabei zum Teil auf dieselbe Filmcrew sowie einige derselben Darsteller (allen voran Matt Dillon und Diane Lane). Im Gegensatz zu The Outsiders inszenierte Coppola Rumble Fish eher unkonventionell mit Elementen aus dem expressionistischen Kino sowie Noir-Anlehnungen.
Bemerkenswert ist, dass der Film die Sicht von Rusty James zeigt, aber die darstellerische Perspektive seines Bruders ergreift, der farbenblind (deswegen schwarz-weiß) und partiell taub ist. Einzig die Fische werden in Farbe gezeigt.
Der Titel Rumble Fish bezieht sich auf den Siamesischen Kampffisch, dessen Männchen seinen Artgenossen gegenüber so aggressiv ist, dass es in Aquarien nur einzeln gehalten werden kann. Ein vorgehaltener Spiegel verleitet es, das Spiegelbild töten zu wollen. Gegen Ende des Films will der Motorrad-Typ die Kampffische der örtlichen Tierhandlung befreien, da er der Ansicht ist, dass sie weniger aggressiv wären, wenn sie nur mehr Raum für sich selbst hätten.

## Kritik
„Ein ausdrucksstarker Versuch, durch eine stilisiert-symbolträchtige Bildersprache Träume und Gefühle Jugendlicher auszudrücken und die selbstzerstörerische Wirkung ritualisierten Rollenverhaltens aufzuzeigen.“